# Ił-6
Ił-6 (ros. Ил-6) – dwusilnikowy radziecki bombowiec z czasów II wojny światowej. Miał być następcą samolotu Ił-4. Wyprodukowano zaledwie cztery egzemplarze.

## Historia
Prace nad projektem rozpoczęły się w 1942 roku. Ił-6 wizualnie bardzo przypominał swojego poprzednika, jednak był nieco większy i miał dwa dodatkowe działka po obu stronach kadłuba. Napędzany był dwoma silnikami Diesla ACZ-30B Czaromski, później zastąpiony przez mocniejsze silniki – ACZ-30BF. Pierwszy lot miał miejsce 7 sierpnia 1943 roku. Próby i badania w locie wykazały szereg błędów i wad samolotu. Próbowano te błędy poprawić, jednak ostatecznie zrezygnowano z seryjnej produkcji tych samolotów z powodu zbyt długiej drogi startu i lądowania.